# Aetea lepadiformis
Aetea lepadiformis is een mosdiertjessoort uit de familie van de Aeteidae. De wetenschappelijke naam van de soort is voor het eerst geldig gepubliceerd in 1906 door Waters.